# Dawyd Manukian
Dawyd Manukian (ukr. Давид Манукян; ur. 19 grudnia 1969) – ukraiński zapaśnik w stylu klasycznym. Olimpijczyk z Sydney 2000, gdzie zajął czwarte miejsce w kategorii 96 kg. Dziesiąty w mistrzostwach świata w 1998. Srebro na mistrzostwach Europy w 2000 roku.